# Фальцман, Владимир Константинович
Влади́мир Константи́нович Фа́льцман (29 декабря, 1932, Тебриз, Иран) — российский учёный-экономист, доктор экономических наук; декан и профессор факультета Российско-немецкой высшей школы управления РАНХиГС при Президенте Российской Федерации.

## Биография
Окончил среднюю в школу в Москве и Государственный университет управления (1956). По распределению работал на Магнитогорском металлургическом заводе.
С 1957 по 1964 год работал на заводе «Серп и молот», как руководитель производства, затем до 1982 года занимался экономикой машиностроения и металлургии в НИИ Госплана СССР. Одновременно был заведующим сектором в ЦЭМИ АН СССР (1972—1988).
С 1988 по 1993 год — сотрудник Института экономики и Института народнохозяйственного прогнозирования РАН, преподавал в МГУ им. М. В. Ломоносова как профессор и руководитель научного направления «Национальное богатство».
В 1993 году создал Российско-немецкую высшую школу управления АНХ. Также работал в институте структурно-инвестиционной политики Микродин, был директором «Ассоциации исследователей инвестиций, инноваций и развития», в АНХ читал курс «Экономика и управление предприятием».
В 2011 году удостоен звания лауреата ежегодного конкурса «Лучшие имена немцев России» в области науки им. Бориса Раушенбаха.
В настоящее время продолжает работать как декан факультета «Российско-немецкая высшая школа управления».
У него есть двое сыновей, и одна дочь.

## Основные работы
- «Экономическое поведение: человек-фирма-государство-экономика» (1993)
- «Основы микроэкономики» (1999)
- «Оценка инвестиционных проектов и предприятий» (1999)
- «Основы управления предприятием» (2000)
- «Экономический рост. От прошлого к будущему» (2003)
- «Учёные в контексте времени» (2007)
- «Россия в поисках выхода из кризиса. Точки импортозамещения и роста» (2015)
- Проблемы экономики России до 2050 года. (2020)
- Цмкл статей по проблеме экологических и демографических пределов экономического роста.

Журнал "Мировая экономика и международные от ношения" 2020 №8, 2021 №4, 2022 №9, 2023 №5.
"Экономика и матметоды" 2023 №2.
"Современная Европа" 2020 №1, 2022 №1.
"Проблемы прогнозирования" 2021 №2